# لاك كروني (كيبك)
لاك كروني (بالإنجليزية: La Corne, Quebec)‏ هي بلدية محلية في كيبيك تقع في كندا في Abitibi Regional County Municipality. يقدر عدد سكانها بـ 700 نسمة ومساحتها 329.90 كم2 .